# Excelsior Stadium
El Excelsior Stadium también conocido como New Broomfield es un estadio de fútbol de la ciudad de Airdrie, North Lanarkshire, Escocia. El estadio posee una capacidad de 10.101 asientos y es sede del Airdrieonians FC de la Premier League de Escocia.

## Historia
El estadio fue inaugurado en 1998 por el Airdrieonians FC original, que regresaban a Airdrie cuatro años después de dejar su terreno anterior, Broomfield Park. El nombre del estadio deriva del nombre original de Airdrieonians, ya que el club se fundó como Excelsior FC en 1878. Por razones de patrocinio, el estadio se conoció originalmente como The Shyberry Excelsior Stadium y posteriormente de 2018 a 2022 como The Penny Cars Stadium. El estadio también se conoce a veces extraoficialmente como New Broomfield, en relación con el antiguo terreno de la ciudad de Airdrie. Tras la liquidación de los Airdrieonians originales en 2002, el Excelsior Stadium se convirtió en el hogar del nuevo Airdrie United FC, que posteriormente en 2013 se les permitió revivir el nombre Airdrieonians.
El récord de asistencia en New Broomfield fue de 9.612 para la final de la Scottish Challenge Cup de 2005, jugada entre Hamilton Academical y St Mirren el 6 de noviembre de 2005. La asistencia más alta confirmada para un partido de Airdrieonians fue de 9.044 para un partido de la Scottish League One contra el Rangers el 23 de agosto de 2013; sin embargo, se informó que uno de los primeros partidos en el estadio, una victoria de la Copa de la Liga escocesa para Airdrie sobre el Celtic en agosto de 1998, se jugó "ante 10.000 fanáticos exultantes".
El estadio ha sido sede de la final de la Scottish Challenge Cup en tres ocasiones, en 2000, 2006 y 2022.